# Stevenston
Stevenston es una localidad situada en el concejo de North Ayrshire, en Escocia (Reino Unido). Tiene una población estimada, a mediados de 2019, de 9260 habitantes.
Se encuentra ubicada al oeste de Escocia, cerca de la costa del fiordo de Clyde (canal del Norte) y al noroeste de la ciudad de Glasgow.